# Paul Graham
Paul Graham   (Weymouth, 13 de novembre de 1964) és un informàtic, escriptor, assagista, emprenedor i inversor anglès-estatunidenc. El seu treball inclou el llenguatge de programació Arc, l'empresa emergent Viaweb (més tard rebatejada com a Yahoo! Store), la cofundació de l'acceleradora d'empreses emergents i empresa de capital llavor Y Combinator, diversos assajos i llibres, i la pàgina web de notícies Hacker News.
És autor dels llibres de programació On Lisp, ANSI Common Lisp, i Hackers & Painters. El periodista de tecnologia Steven Levy ha descrit Graham com un "filòsof hacker".

## Biografia
Graham va néixer a Anglaterra, on ell i la seva família mantenen una residència permanent des del 2016. També és ciutadà dels Estats Units, on va realitzar tota la seva formació i va viure durant 48 anys abans de tornar a Anglaterra.
Graham i la seva família es van traslladar a Pittsburgh, Pensilvània, el 1968, on més tard va assistir a la Gateway High School. Graham es va interessar per la ciència i les matemàtiques a través del seu pare, que era físic nuclear.
Graham va obtenir un Bachelor of Arts amb especialització en filosofia per la Universitat Cornell el 1986. Després va obtenir un Master of Science el 1988 i un Doctor en Filosofia el 1990, tots dos en informàtica per la Universitat Harvard.
Graham també va estudiar belles arts i pintura a la Rhode Island School of Design i a l'Accademia di Belle Arti de Florència.

## Carrera
El 1996, Graham i Robert Tappan Morris van fundar Viaweb i van reclutar Trevor Blackwell poc després. Creien que Viaweb va ser el primer proveïdor de serveis d'aplicacions. Graham va rebre una patent per a aplicacions web basada en el seu treball a Viaweb. El programari de Viaweb, escrit principalment en Common Lisp, permetia als usuaris crear les seves pròpies botigues a Internet. L'estiu de 1998, després que Jerry Yang rebés una forta recomanació d'Ali Partovi, Viaweb va ser venuda a Yahoo! per 455.000 accions de Yahoo!, valorades en 49,6 milions de dòlars. Després de l'adquisició, el producte es va convertir en Yahoo! Store.
Més tard, Graham va guanyar notorietat pels seus assajos, que publica al seu lloc web personal. Els temes dels assajos van des de "Superant les mitjanes", que compara Lisp amb altres llenguatges de programació i va introduir el llenguatge de programació hipotètic Blub, fins a "Per què els nerds són impopulars", una discussió sobre la vida dels nerds a l'institut. Una col·lecció dels seus assajos ha estat publicada com a Hackers & Painters per O'Reilly Media, que inclou una discussió sobre el creixement de Viaweb i els avantatges de Lisp per programar-lo.
El 2001, Graham va anunciar que estava treballant en un nou dialecte de Lisp anomenat Arc. Va ser llançat el 29 de gener de 2008. Al llarg dels anys, ha escrit diversos assajos descrivint característiques o objectius del llenguatge, i alguns projectes interns a Y Combinator s'han escrit en Arc, incloent-hi el fòrum web i agregador de notícies Hacker News.
El 2005, després de fer una xerrada a la Harvard Computer Society publicada posteriorment com a "Com iniciar una empresa emergent", Graham, juntament amb Trevor Blackwell, Jessica Livingston i Robert Tappan Morris, va fundar Y Combinator per proporcionar capital llavor a empreses emergents, especialment aquelles fundades per emprenedors més joves i amb un perfil més tècnic. Y Combinator ha invertit en més de 1.300 empreses emergents, incloent-hi Reddit, Twitch (anteriorment Justin.tv), Xobni, Dropbox, Airbnb i Stripe.
BusinessWeek va incloure Paul Graham a l'edició de 2008 del seu reportatge anual, Les 25 persones més influents del web.
En resposta a la proposta de Stop Online Piracy Act (SOPA), Graham va anunciar a finals de 2011 que cap representant de cap empresa que la recolzés seria convidat als esdeveniments Demo Day de Y Combinator.
El febrer de 2014, Graham va deixar el seu rol diari a Y Combinator.
L'octubre de 2019, Graham va anunciar una especificació per a un altre nou dialecte de Lisp, escrit en si mateix, anomenat Bel.

## Jerarquia del desacord de Graham

Jerarquia del desacord de Graham

Graham va proposar una jerarquia del desacord en un assaig de 2008 titulat "Com discrepar", classificant els tipus d'argument en una jerarquia de set punts i observant que "si ascendir en la jerarquia del desacord fa que la gent sigui menys mesquina, això farà que la majoria sigui més feliç". Graham també va suggerir que la jerarquia es pot veure com una piràmide, ja que les formes més altes de desacord són més rares.
Seguint aquesta jerarquia, Graham assenyala que les formes articulades d'insults (per exemple, "L'autor és un diletant egocèntric") no són diferents dels insults grollers. Quan les persones estan en desacord, sovint es tornen més animades i compromeses, i això les porta a enfadar-se. Als nivells inferiors, els atacs es dirigeixen contra la persona, cosa que pot ser odiosa. Els nivells superiors d'argumentació es dirigeixen contra la idea, la qual cosa és més fàcil de reconèixer i acceptar. Quan la gent discuteix als nivells superiors, l'intercanvi de punts de vista és més informatiu i útil.

## La paradoxa de Blub
Graham considera la jerarquia dels llenguatges de programació amb l'exemple de Blub, un llenguatge hipotèticament mitjà "just al mig del continu d'abstracció. No és el llenguatge més potent, però és més potent que COBOL o el llenguatge màquina". Va ser utilitzat per Graham per il·lustrar una comparació, més enllà de la completesa de Turing, de la potència dels llenguatges de programació, i més específicament per il·lustrar la dificultat de comparar un llenguatge de programació que un coneix amb un que no.
Graham considera un programador hipotètic de Blub. Quan el programador mira cap avall en el "continu de potència", considera que els llenguatges inferiors són menys potents perquè els falta alguna característica a la qual un programador de Blub està acostumat. Però quan mira cap amunt, no s'adona que està mirant cap amunt: simplement veu "llenguatges estranys" amb característiques innecessàries i assumeix que són equivalents en potència, però amb "altres coses complicades afegides". Quan Graham considera el punt de vista d'un programador que utilitza un llenguatge superior a Blub, descriu aquest programador mirant Blub des de dalt i notant les seves característiques "absents" des del punt de vista del llenguatge superior.
Graham descriu això com la paradoxa de Blub i conclou que "Per inducció, els únics programadors en posició de veure totes les diferències de potència entre els diversos llenguatges són aquells que entenen el més potent".
El concepte ha estat citat per programadors com Joel Spolsky.

## Vida personal
El 2008, Graham es va casar amb Jessica Livingston. Tenen dos fills i viuen a Anglaterra des del 2016.